# ジョブライアス
ジョブライアス（Jobriath、1946年12月14日 - 1983年8月3日 本名ブルース・ウェイン・キャンベル）は、アメリカのグラムロックシンガー。

## 略歴
500,000米ドルとも言われる契約金で米エレクトラ・レコードと契約したジョブライアスは、マネージャのジェリー・ブラントによってアメリカ人のグラムシンガーとして売り出された。ジョブライアスの裸体マネキンをディスプレイしたバスのほか、音楽雑誌への露出、タイムズ・スクエアの看板広告など、大々的なキャンペーンが次々と行われた。
彼は最初の大衆的ポップスターとして認知され、またロック界ではリトル・リチャードやエスケリータに次いで、ゲイであることをオープンにしていた。しかし、これらの戦略は裏目に出たようで、自身の名前を冠にした1枚目のアルバムはかなりの話題にはなったものの、売り上げにはまるでつながらなかった。性的なテーマを歌い、（デヴィッド・ボウイやZolar X、また後のクラウス・ノミとはまるで異なる）エイリアンを装い、さまざまなスタイルと声質で歌う歌手に対して驚きをおぼえるというよりもむしろ困惑した。
活動の最中ではあったものの興味を失ったマネジャーのブラントは、話題になっていた彼らのコンサートをキャンセルし、1974年には、人々の興味や関心をさらに減らすかのような、最初のアルバムと同様の長いセッションを何曲か含む2枚目のアルバム『頽廃の街角』が発売された。グラムロック自体の勢いも衰え、1974年後半にはそのほとんどが消滅した。
ジョブライアスと彼のバンドは短いアメリカのコンサートツアーに着手したのち、その活動に幕を降ろす。バンドのメンバーは、ジム・グレゴリー、スティーブ・ラブ、グレッグ・ダイアモンド、ハイデン・ウエインだった。
その後10年間、ジョブライアスは音楽業界で最も金のかかった大失態の一人と考えられるように。しかし1980年前半には、モリッシーや「ポップグループ」のマーク・スチュワート、スージー・スー、ペットショップボーイズ」のニール・テナント、ゲイリー・ニューマンといった特にイギリスのポップスターの間でカルト的な注目を集め始める。2枚のアルバムはすでに絶版となっていたが、市場に出回っていたコピーはコレクターズ・アイテムとなった。
ジョブライアス自身は、当時の活動に距離を置こうと努めていた。'コール・ベルリン'という新しい名前を自身につけ、「キャバレー」という新しいジャンルを取り入れた。後りの人生、彼は地元のキャバレーやクラブ、ディナーショーなどで活動を続けた。ブラントと10年契約を結んでいたため音楽のレコーディングを行うことはできなかったが、伝説的なミュージカル「ポップスター」を含むミュージカルのシリーズに非公式に出演した。ブラントとの契約がようやく切れる頃、ジョブライアスはエイズにより死の淵にあり、1983年8月3日に死去した。
2004年11月、ジョブライアスの再発CDをモリッシーが監督した。
2枚のアルバムは2007年11月、日本で紙ジャケット盤で再発。アメリカではそれに次いで2008年に再発盤がリリースされている。

## ディスコグラフィー

### スタジオアルバム
| 発表年 | 原題                    | 邦題               | レーベル   |
| ------ | ----------------------- | ------------------ | ---------- |
| 1973年 | Jobriath                | 謎のジョブライアス | エレクトラ |
| 1974年 | Creatures of The Street | 頽廃の街角         | エレクトラ |